# Webrooming

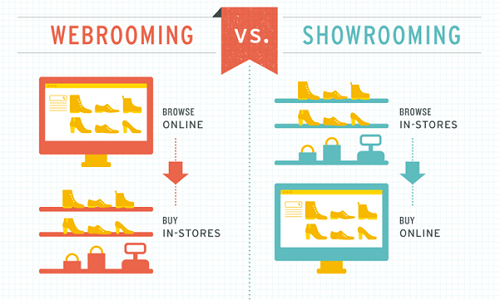
Showrooming và Webrooming

Webrooming là hành vi mua sắm của khách hàng. Hành vi này thể hiện việc người mua sẽ xem xét, các đặc tính sản phẩm trên các trang online, trang mạng internet rồi sau khi lựa chọn được sản phẩm ưng ý thì đến cửa hàng để mua và nhận sản phẩm trực tiếp (hoặc tiến hành đặt hàng trên cửa hàng online).

## Xu hướng của Webrooming
Xu hướng webrooming từ lâu đã xuất hiện cùng sự phát triển của internet. Hiện nay Webrooming cũng đang ngày một lan rộng với sự hỗ trợ của các thiết bị thông minh như Smartphone, máy tính bảng. Đặc biệt là trong giới trẻ, đây là thế hệ có xu hướng webrooming cao nhất.
Theo một nghiên cứu của Marketing querry, cả đàn ông và phụ nữ đều bị thuyết phục mua hàng ngay từ lần đầu tiên truy cập trang web. 75% đàn ông và 63% phụ nữ chọn cách xem sản phẩm online trước khi đi mua ở cửa hàng. Một điều thú vị nữa là, 53% ở nam giới và 40% ở nữ giới có xu hướng mua một món hàng qua Internet mà họ đã nhìn thấy nó ở cửa hàng nào đó.
Một nghiên cứu thị trường khác của Powerretail cũng đã chỉ ra rằng, hơn 80% người tiêu dùng US thích nhìn ngắm và lựa chọn sản phẩm online trước khi đi mua nó ở cửa hàng hay đặt hàng online. Bên cạnh đó, số người tiêu dùng tới cửa hàng để xem và mua sắm hiện vẫn đang chiếm phần trăm khá lớn, tuy nhiên 82% trong số họ thích được xem ảnh mẫu của sản phẩm trước khi tới cửa hàng để có được hình dung về sản phẩm rõ ràng hơn.
Như vậy chúng ta có thể thấy được rằng Webrooming và Showrooming vẫn sẽ tồn tại song song với nhau, tuy nhiên với sự phổ biến ngày càng lớn của các thiết bị kết nối Internet, người tiêu dùng vẫn có xu hướng tìm kiếm hình ảnh về sản phẩm trước khi họ tới các cửa hàng để mua sắm.

## Ảnh hưởng của Webrooming đến các nhà bán lẻ
Người ta tin rằng showrooming sẽ có tác động tiêu cực đến các nhà bán lẻ trực tiếp bởi vì người tiêu dùng chỉ có thể mua tất cả mọi thứ trên mạng. Song, webrooming được chứng minh ngược lại là cho thấy rằng các nhà bán lẻ trực tiếp vẫn có một vai trò trong tương lai của thương mại điện tử.
Khi nghiên cứu các xu hướng phát triển của webrooming, các chuyên gia tiếp thị cho rằng lí do khiến cho người tiêu dùng phát sinh hành vi webrooming là vì: webrooming cho phép họ tìm hiểu thêm thông tin về các sản phẩm trước khi mua chúng.
Webrooming cũng tạo ra cho các nhà bán lẻ có thêm điểm tiếp xúc (Touch points) với khách hàng trên các trang web xem sản phẩm. Từ đó, giúp doanh nghiệp có thêm cơ hội để tương tác với khách hàng, giúp tăng trải nghiệm khách hàng trong quá trình mua sắm. Ngày nay các nhà  bán lẻ có xu hướng tích hợp hệ thống cửa hàng, trang web e-commerce, trung tâm chăm sóc khách hàng và mạng xã hội đồng bộ vào một hệ thống duy nhất giúp doanh nghiệp tương tác với khách hàng mọi lúc mọi nơi, trên mọi thiết bị công nghệ kỹ thuật số và mang đến cho khách hàng sự trải nghiệm liền mạch xuyên suốt hành trình mua sắm ở cả bên ngoài thế giới thực và cả bên trong thế giới ảo. Việc mang lại trải nghiệm liền mạch cho khách hàng còn được gọi là bán lẻ hợp kênh Omni Channel.
Cả hai hành vi webrooming và showrooming đều làm nổi bật thực tế bán lẻ mới: người tiêu dùng mong đợi có thể mua sắm sản phẩm một cách dễ dàng hơn trên nhiều kênh khác nhau, và họ cho phép các thông tin trên các trang web và các kênh khác như mạng xã hội gây ảnh hưởng đến quyết định mua hàng của họ – bất kể nơi cuối cùng họ mua sản phẩm là tại cửa hàng hay mua sắm trực tuyến trên các website.